# Co thắt âm đạo
Co thắt âm đạo hay hội chứng co thắt âm đạo hay chứng co thắt âm đạo (Danh pháp khoa học: Vaginismus) là triệu chứng xảy ra ở phụ nữ theo đó âm đạo của phụ nữ xảy ra hiện tượng co thắt trong quá trình quan hệ tình dục nam nữ. Đây là trạng thái co thắt mạch và không chủ ý của các cơ gần âm hộ. Trạng thái này xảy ra khi đưa bất cứ một vật lạ vào âm đạo làm cho lỗ ngoài của âm đạo co chặt lại.
Người phụ nữ bị chứng bệnh này sẽ không thể giao hợp được hoặc rất đau khi cứ cố giao hợp. Chứng co thắt âm đạo có thể dẫn đến dương vật của người đàn ông bị mắc kẹt dẫn đến việc hai người rơi vào tình trạng nam nữ dính liền theo kiểu "dính như sam" tuy nhiên về góc độ sinh lý, việc này khó có thể xảy ra do người phụ nữ tuy bị co thắt âm đạo bộc phát, không giãn ra nhưng dương vật của nam giới thì hoàn toàn có thể thu nhỏ và thoát ra.

## Nguyên nhân
Có nhiều nguyên nhân gây ra chứng co thắt, tuy nhiên chủ yếu gồm::
- Bệnh có thể xảy ra nếu người phụ nữ bị viêm nhiễm vùng tiểu khung
- Do tình trạng mỏng đi của thành âm đạo, thường hay xảy ra nhất ở những phụ nữ đã ngoài 50 tuổi.
- Do nhiều nguyên nhân tâm lý nghiêm trọng gây ra như chấn thương tâm lý, bị cưỡng bức thô bạo (hiếp dâm, cưỡng dâm...) có thể dẫn đến hậu quả là mỗi khi bị dương vật đưa vào, âm đạo lại co thắt lại.
- Xuất phát từ nguyên nhân do sự điều khiển thần kinh của người phụ nữ như quá lo lắng.
- Do giao hợp đau mạn tính hoặc tình cảm không hoà hợp với bạn tình.
- Niềm tin vào những điều cấm kỵ của tôn giáo.
- Có bệnh do sinh đẻ gây ra dẫn đến việc giao hợp có thể gây đau và sự đau đớn này có thể gây chứng co thắt âm đạo. Khi tổn thương thực thể gây đau khi giao hợp đã được điều trị thì người phụ nữ có thể giao hợp bình thường trở lại.
- Màng trinh dày, cứng
- Do vết rách âm đạo để lại sẹo gây đau.

## Triệu chứng
Biểu hiện của chứng co thắt âm đạo thường gặp đó là khi quan hệ tình dục, người nữ cảm giác nóng rát ở âm đạo, dương vật của người nam đi vào khó khăn hoặc không thể thâm nhập được, sau đó cả hai cảm thấy đau đớn, không thỏa mãn, khó thở bức bối, người nữ còn bị co thắt ở phần chân, hông như thể bị chuột rút.

## Hậu quả
Co thắt âm đạo gây đau đớn cho người bệnh và ảnh hưởng trực tiếp tới đời sống gối chăn đôi lứa. Nếu không điều trị kịp thời, bệnh có thể khiến người phụ nữ bị đau trong những lần quan hệ, về lâu dài sẽ dẫn đến sự không hoà hợp tình dục vợ chồng và thậm chí là tan vỡ gia đình. Nam giới có thể coi thái độ lẩn tránh như là sự thờ ơ của vợ hoặc nghi ngờ nam tính của mình.
Vì rất đau đớn mỗi khi dương vật đưa vào âm đạo nên người phụ nữ rơi vào trạng thái tâm lý khó chịu, bực bội, từ đó phát triển tâm lý trầm cảm và tự kỷ ám thị tiêu cực về bản thân. Kết quả, nhiều phụ nữ bị chứng bệnh này tìm cách tránh mọi hoạt động tình dục, nhưng càng tránh, chứng rối loạn càng trầm trọng.

## Chẩn đoán và điều trị

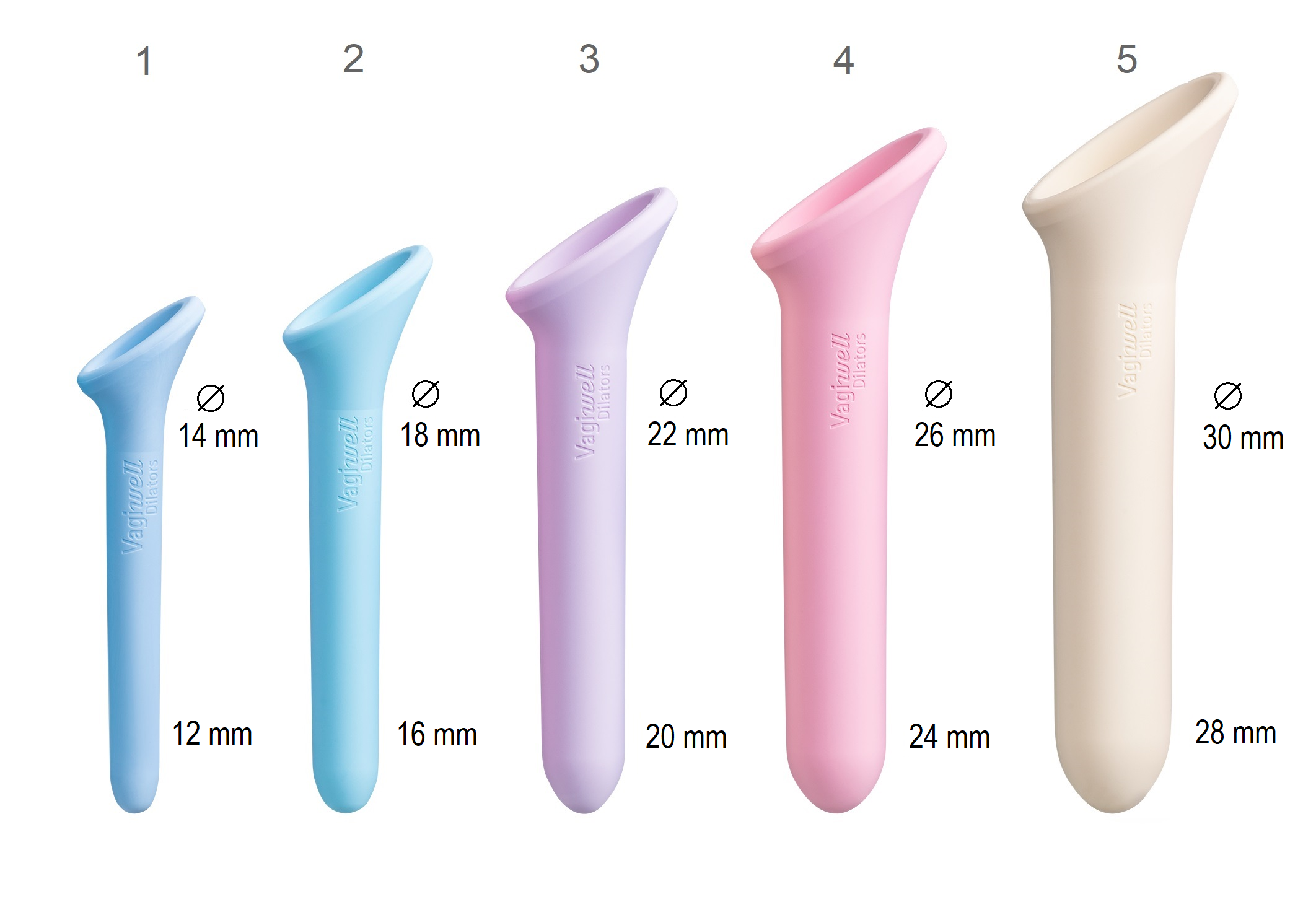
Những dụng cụ để giúp dương vật chống mắc kẹt và giảm thiểu co thắt của âm vật

Co thắt âm đạo là bệnh có thể chữa khỏi bằng cách tập kiểm soát và thả lỏng các cơ vùng âm đạo, đây được coi là có tác dụng rất tốt trong việc kiểm soát các cơ vùng âm đạo và khung xương chậu.
Chẩn đoán chứng bệnh này có thể thực hiện được ngay trong lần khám phụ khoa. Khi đó, người phụ nữ co rúm lại và khép chặt chân khi thầy thuốc khám. Cũng có phụ nữ chịu đựng tốt hơn khi khám, điều đó phụ thuộc vào người khám và ai có mặt trong lúc khám ví dụ như có chồng hoặc người thân đi theo sẽ có cảm giác an tâm.
Bản chất chứng co thắt đau âm đạo là sự co thắt các cơ ở âm đạo nên một số thầy thuốc cho rằng phải chữa sự co thắt này. Họ tiêm thuốc gây te tại chỗ vào khu vực âm đạo để giảm sự đau đớn mỗi khi giao hợp, một số cho bệnh nhân dùng Valium (thuốc an thần tạo sự yên tĩnh và chuẩn bị tốt hơn cho giao hợp).
Phương pháp của Masters và Johnson, thầy thuốc sẽ giao cho cặp bạn tình bộ nong Hegar. Với sự giúp đỡ của vợ, chồng sẽ đưa nong Hegar vào âm đạo vợ theo kích thước tăng dần. Khi chiếc nong to nhất đã đưa được vào trong âm đạo không gây đau đớn thì cần để trong âm đạo của vợ vài giờ vào ban đêm. Phần lớn sự co thắt có thể biến mất trong 3-5 ngày nếu cặp vợ chồng sử dụng số nong hàng ngày. Sau đó, có thể bắt đầu thử giao hợp.
Những khía cạnh tâm lý của chứng co thắt âm đạo cũng cần được quan tâm giải quyết. Tránh cảm giác lo lắng, sợ sệt của người phụ nữ

## Ghi nhận về sự cố
Co thắt âm đạo là triệu chứng rất thường gặp ở phụ nữ, nhưng hiện tượng mắc kẹt thì rất hiếm vì âm đạo phụ nữ được cấu tạo để phù hợp với mọi dương vật cho nên trường hợp dính liền chỉ là hi hữu đến nỗi nó chỉ có trong những câu chuyện thần thoại mang tính nhục dục của con người, tình trạng dương vật bị giữ lại, không rút ra được sau khi quan hệ tình dục đã được đồn đại từ rất lâu trong lịch sử y học và được thêm bớt thành nhiều câu chuyện hài hước. Một số ghi nhận về hiện tượng này trong lịch sử và thần thoại.
Nhà nghiên cứu Rolesston cũng cho biết rằng có một trường hợp co thắt âm đạo và cầm tù dương vật đã xảy ra ở Warsaw, Ba Lan và kết thúc bằng sự tự tử của cả cặp vợ chồng. Tuy nhiên khi nghiên cứu những tài liệu từ thời Trung cổ cho đến tài liệu được đăng trên tờ tạp chí Piltz số 3 năm 1923, Rolesston cho rằng hiện tượng này đáng bị nghi ngờ vì nó chỉ là sự liên tưởng thoáng qua của trí nhớ và không có thực.
Một bác sĩ tên là Scanzoni báo cáo về một cặp bệnh nhân của ông ta, người chồng thường xuyên phải trì hoãn chuyện yêu đương vì mỗi lần như vậy, các cơ âm đạo của vợ lại co cứng quá mức. Trong lúc khoái cảm cực độ, các cơ âm đạo co thắt rất mạnh, giữ chặt dương vật và gây đau cho cả hai. Chúng có thể duy trì co thắt như thế trong một thời gian dài nên không thể rút dương vật ra được.
Tác giả người Anh Kraupl Taylor trong bài viết đăng trên tạp chí y học của Anh quốc tháng 2 năm 1979 đưa ra những dẫn chứng, nhận định về hiện tượng mắc kẹt này, theo đó co thắt âm đạo là triệu chứng rất thường gặp ở phụ nữ, nhưng hiện tượng mắc kẹt thì rất hiếm, đến nỗi nó chỉ có trong những câu chuyện thần thoại mang tính nhục dục của con người.